# Gangaikoppa, Hirekerur
Gangaikoppa là một làng thuộc tehsil Hirekerur, huyện Haveri, bang Karnataka, Ấn Độ.